# Philip Jackson
Philip Jackson (ur. 18 czerwca 1948 w Retford Wielka Brytania) – brytyjski aktor filmowy i telewizyjny. Najbardziej znany z roli inspektora Jappa w serialu Poirot z Davidem Suchetem w roli głównej. Zagrał również m.in. w serialu  Robin z Sherwood jako opat Hugo de Rainault (1984-1986) oraz w filmach Mała podróż do nieba jako William (2005), Mój tydzień z Marylin jako Roger Smith (2011) i Koneser jako Fred (2013).
W 1985 roku wystąpił gościnnie w teledysku do utworu Take on Me norweskiego zespołu muzycznego a-ha.